# Tephritis jabeliae
Tephritis jabeliae
 es una especie de insecto díptero que Amnon Freidberg describió científicamente por primera vez en el año 1981.
Esta especie pertenece al género Tephritis de la familia Tephritidae.